# Kurt Gribl

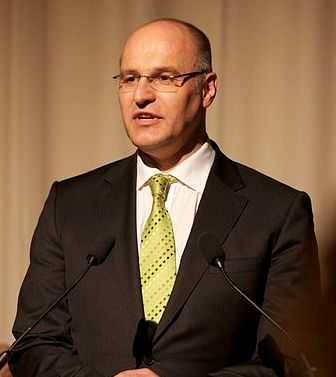
Oberbürgermeister Kurt Gribl, 2010 beim Neubürgerempfang

Kurt Gribl (* 29. August 1964 in Augsburg) ist ein deutscher Rechtsanwalt und Politiker (CSU). Vom 1. Mai 2008 bis 30. April 2020 war er Oberbürgermeister der Stadt Augsburg.

## Werdegang
Gribl wurde als Sohn des Ehepaars Kurt und Rosina Gribl geboren, die gemeinsam einen landwirtschaftlichen und kaufmännischen
Betrieb führten. Nach dem Besuch der Grundschule im Augsburger Stadtteil Kriegshaber wechselte er im Jahr 1975 auf das Justus-von-Liebig-Gymnasium in Neusäß. Zwischen 1986 und 1990 studierte er Rechtswissenschaften an der Universität Augsburg. Noch während des Referendariats promovierte er am Lehrstuhl von Jörg Tenckhoff zum Doktor der Rechte. Von 1986 bis 1995 war er Erster Kommandant und Zugführer der Freiwilligen Feuerwehr Augsburg-Kriegshaber.
Nach einer dreijährigen Referendarausbildung im Bezirk des Oberlandesgerichtes München mit Stationen bei der Regierung von Schwaben, im Landratsamt Augsburg, bei der Stadt Augsburg und im Landgericht Augsburg trat er 1993 in eine Augsburger Rechtsanwaltskanzlei ein, deren Sozius er seit 1996 ist. 2005 erhielt er seine Zulassung zum Fachanwalt für Bau- und Architektenrecht. Zwischen 2004 und 2007 übernahm er Lehraufträge an der Hochschule für Technik und Wirtschaft Dresden und der Hochschule Mittweida.

## Politik
Im September 2006 wurde der damals parteilose Gribl von der Augsburger CSU als „Mister X“ als Kandidat für die Oberbürgermeisterwahl im März 2008 nominiert. Im ersten Wahlgang am 2. März 2008 erzielte er für viele überraschend mit einem Anteil von 44,3 % die meisten Stimmen. Amtsinhaber Paul Wengert (SPD) erhielt 40,6 %. Die Wahlbeteiligung betrug 47,6 %. In der Stadtratswahl wurde Gribl mit 65.581 Stimmen zum so genannten „Stimmenkönig“. In der Stichwahl am 16. März 2008 setzte er sich bei nochmals gesunkener Beteiligung (ca. 45 %) mit 55,9 % gegen Wengert durch. Seine Amtseinführung wurde am 2. Mai 2008 vollzogen. Im Stadtrat regierte er in einer Koalition mit der erstmals angetretenen Bürgergruppierung „Pro Augsburg“ sowie den Freien Wählern Bayern. Ab Ende 2012 hatte er keine Regierungsmehrheit mehr. Personalstreitigkeiten innerhalb der CSU führten zu reihenweisen Austritten aus der Koalition.
Bereits vor der Wahl hatte er angekündigt, nach einem Wahlsieg in die CSU eintreten zu wollen. Der Eintritt wurde am 24. Mai 2008 im Rahmen eines CSU-Bürgerempfangs in Augsburg im Beisein des CSU-Vorsitzenden Erwin Huber und des damaligen bayerischen Ministerpräsidenten Günther Beckstein vollzogen.
Bei der Oberbürgermeisterwahl am 16. März 2014 setzte sich Gribl im ersten Wahlgang mit 51,8 % der Stimmen gegen acht Gegenkandidaten (Stefan Kiefer/SPD/28,0 %; Peter Grab/Pro Augsburg/3,5 %; Reiner Erben/Grüne/6,4 %; Volker Schafitel/Freie Wähler/2,7 %; Markus Arnold/FDP/0,6 %; Thomas Lis/AfD/3,8 %; Christian Pettinger/ÖDP/1,1 %; Alexander Süßmair/Die Linke/1,9 %) durch und wurde in seinem Amt bestätigt. Zu Gribls Stellvertretern wurden als 2. Bürgermeisterin Eva Weber (CSU) und als 3. Bürgermeister Stefan Kiefer (SPD) gewählt.
Gribl baute eine breite Regierungsmehrheit aus CSU (23 Sitze), SPD (13) und Bündnis 90/Die Grünen (7) im Stadtrat auf. Mit dem FDP-Stadtrat, der in der CSU-Fraktion hospitiert, kam das "Dreierbündnis" zunächst auf 44 von 60 Stimmen. Inzwischen hat ein Stadtrat die AfD-Fraktion verlassen und sich der CSU-Fraktion als 24. Mitglied angeschlossen. Im Februar 2017 verließen zwei Stadträte die Fraktion der CSM und kehrten zur CSU zurück. Damit zählt Gribls Regierungsbündnis insgesamt 47 von 60 Stimmen und verfügt über eine Dreiviertel-Mehrheit. Im Januar 2018 schloss sich ein weiterer ehemaliger AfD-Stadtrat der CSU-Fraktion an. Damit gehören der CSU-Fraktion im Augsburger Stadtrat nun 27 Mitglieder an.
In die bisherige Amtszeit von Gribl fallen unter anderem der Ausbau der Messe Augsburg, die Sanierung der Kongresshalle, der Bau des Kanuleistungszentrums, der Bau der zweiten Theater-Spielstätte brechtbühne, das Schulsanierungsprogramm, der Umbau des Curt-Frenzel-Stadions, der beginnende Transfer des Augsburger Klinikums zur Uniklinik, der autofreie Königsplatz im Rahmen der Mobilitätsdrehscheibe Augsburg sowie der Umbau der Innenstadt.
Seit Juni 2014 ist Gribl Mitglied im Präsidium des Deutschen Städtetags. Im Juni 2015 wurde er vom Deutschen Städtetag zu einem der Stellvertreter der Präsidentin und des Vizepräsidenten gewählt.
Im Juli 2014 wurde er zum 1. stellvertretenden Vorsitzenden des Bayerischen Städtetags gewählt. Am 12. Juli 2017 wurde Gribl zum neuen Vorsitzenden des Bayerischen Städtetags gewählt und ist damit Nachfolger von Ulrich Maly, der das Amt sechs Jahre lang ausgeübt hatte. Bei der 56. Vollversammlung des. Bay. Städtetags in Regensburg am 15. Juli 2020 stand Gribl nicht mehr zur Wiederwahl an. Sein Nachfolger wurde der Oberbürgermeister Markus Pannermayr.
Seit November 2015 ist Gribl einer der stellvertretenden Vorsitzenden der CSU.
Am 13. März 2019 gab Gribl bekannt, dass er bei der Kommunalwahl 2020 nicht für eine dritte Amtszeit als Oberbürgermeister kandidieren werde. Zu seiner Nachfolgerin wurde Eva Weber (CSU) gewählt.
Im Juli 2024 wurde Gribl zum Ehrenbürger der Stadt Augsburg ernannt.

## Privates
Kurt Gribl ist seit 2014 in zweiter Ehe verheiratet mit Sigrid Gribl (gesch. Einfalt). Sie war im Wahlkampf 2007/2008 seine persönliche Beraterin. Kurt Gribl hat drei Kinder aus seiner ersten, 2010 geschiedenen Ehe.